# Gerardo González de Vega
Gerardo González de Vega (Palencia, 3 de octubre de 1952 - Santiago de Compostela, 26 de mayo de 2025) es un escritor y periodista español.

## Biografía
Nieto de un veterinario leonés fusilado por el Bando nacional a principios de la Guerra Civil y de un herrero maragato que vivió hasta los cien años, e hijo de un tratante de ganado, su infancia transcurrió en un ambiente determinado por la convivencia con los animales, especialmente caballos.
Estudió el bachillerato en el Colegio de La Salle de Palencia, un edificio levantado sobre los restos del convento de San Bernardo -del que aún se conserva en uso la primitiva capilla-, fundado por Santa Teresa de Jesús.
Cursó la carrera de Ciencias de la Información en la Universidad Autónoma de Barcelona. Mientras lo hacía, colaboró como guionista de cómic en diversas revistas contraculturales de la ciudad, como Butifarra! y Star, y empezó a trabajar en la Delegación de Cataluña de la Agencia EFE, primero de corresponsal en la comarca del Bajo Llobregat, luego como redactor de guardia de días festivos y finalmente como jefe de sección de Sucesos y Tribunales.
En 1983 fue nombrado director de la delegación de la misma Agencia EFE en Asunción (Paraguay). En los años siguientes ejerció igual tarea en las delegaciones de Quito (Ecuador), La Habana (Cuba) y Montevideo (Uruguay). Como reportero de información general cubrió desde festejos taurinos quiteños a grandes acontecimientos futbolísticos uruguayos, pasando por las inundaciones del Alto Paraná y el Paraguay en 1983 y 1984, los alzamientos del general Frank Vargas Pazzos en Ecuador en 1986, el terremoto en el Oriente del mismo país en 1987 o las ocupaciones de embajadas occidentales en La Habana por disidentes del régimen castrista en 1990, así como los primeros años del denominado Periodo Especial, la crisis económica en la que se sumió Cuba tras la disolución de la Unión Soviética. Entrevistó también a los presidentes de los países en los que trabajó, tanto militares como el general Alfredo Stroessner y el Comandante Fidel Castro, como elegidos por votación democrática, como el uruguayo Luis Alberto Lacalle y el ecuatoriano León Febres Cordero; además de a todo tipo de personalidades sociales y culturales residentes o de paso, del novelista argentino Ernesto Sabato y el poeta español Rafael Alberti al fotógrafo cubano Alberto Korda, o del pintor ecuatoriano Oswaldo Guayasamín a la parricida catalana conocida como Dulce Neus, que tras escapar de la cárcel en España cayó presa en Quito. En 1986 permaneció secuestrado con fines propagandísticos durante un día por guerrilleros de Alfaro Vive ¡Carajo!, el último movimiento armado que operó en Ecuador. Sus crónicas de estos años fueron difundidas por la mayoría de los medios tanto impresos como audiovisuales de América, España y otros países europeos.
De regreso a Madrid en 1995, desempeñó el cargo de Redactor jefe de Información internacional en la Redacción central de EFE. Posteriormente pasó como director a la delegación de Galicia, con sede en Santiago de Compostela, donde se retiró del oficio periodístico para dedicarse a la escritura y a la investigación literaria e histórica.
El primer libro que publicó fue Mar brava (Barcelona, 1999). Consiste en una colección de biografías noveladas de navegantes por cuenta propia, desde el caballero Pero Niño a comienzos del siglo XV al último y uno de los mayores empresarios europeos de la trata negrera mediado ya el siglo XIX, Pedro Blanco Fernández de Trava. Según el propio autor, que así titula uno de los capítulos de la obra parafraseando a Erasmo de Róterdam, se trata de un "elogio de la aventura", a la que a lo largo de los relatos apuestan las vidas en términos de "victoria o muerte" sus protagonistas. 

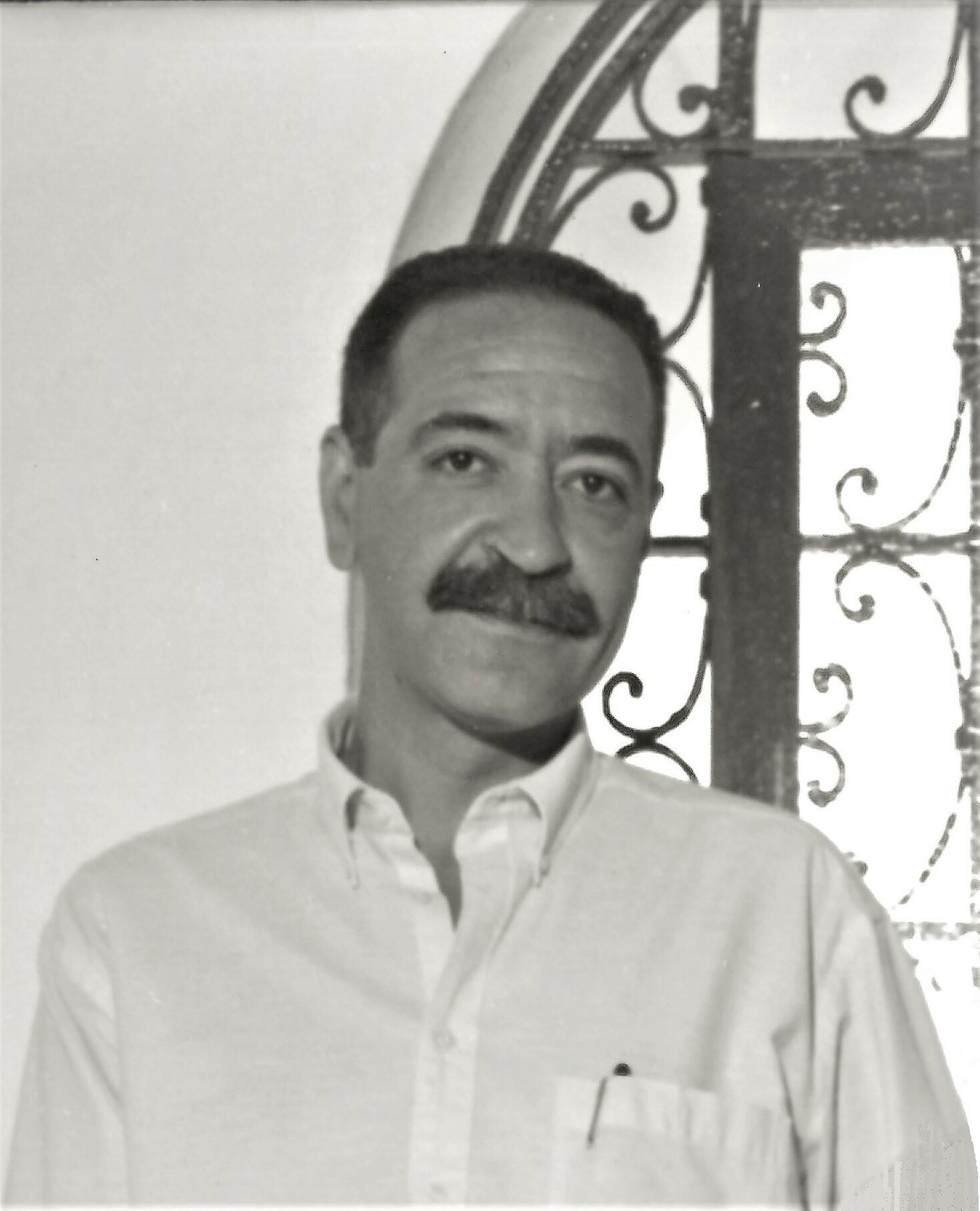
La Habana, 1991. Foto de Alberto Korda

A continuación, y a partir del material reunido para escribir el libro anterior, editó dos antologías de narraciones históricas y literarias: Por donde el viento nos lleve (Barcelona, 2002), que incluye 44 historias del mar escritas desde el siglo XV al XX por autores que van del Infante Don Juan Manuel al cineasta Manuel Mur Oti, pasando por clásicos como Miguel de Cervantes o Pedro Antonio de Alarcón. Y La espada olvidada (Barcelona, 2005), 66 relatos de los siglos XVI y XVII de casos ocurridos a lo largo de los mares y tierras hasta entonces descubiertos, y asuntos que abarcan desde ocurrencias del Gran Capitán en Nápoles a apariciones del diablo en América, escritos unos por autores anónimos u olvidados como Alonso Vázquez, que vivió y contó las Guerras de Flandes, y otros más recordados pero no mucho más leídos como el cronista de naufragios y conquistas Gonzalo Fernández de Oviedo.
La investigación sobre la misma temática lo amplió al Imperio portugués en Las riendas de la Fortuna (Madrid, 2013), antología de 63 relaciones de aventuras ultramarinas lusitanas provenientes de narradores como el historiador Joâo de Barros, el viajero Fernâo Mendes Pinto o recopiladores en castellano de la materia como el médico Cristóbal Acosta, con relatos como el del día que el océano se echó a temblar al ver a las naves portuguesas, el del monstruo marino que se aparecía en el Cabo de las Tormentas a los navegantes o el de los mercaderes que introdujeron las armas de fuego en Japón. El libro incluye un extenso estudio sobre "Las crónicas de Portugal", asunto poco frecuentado en otras lenguas europeas con anterioridad.
En El Demonio Meridiano (Madrid, 2015) pasó a ocuparse del género igualmente poco explorado de la literatura fantástica en español anterior al Romanticismo, al que dedica como introducción el ensayo "La literatura fantástica española bajo el Antiguo Régimen". En él argumenta, frente a la historiografía literaria académica -para la que el cuento de miedo sólo surge a finales del XVIII como consecuencia de la atenuación de la religiosidad tradicional, que a todo lo sobrenatural lo consideraba milagroso-, que ya en los siglos previos la fantasía y el terror eran temas tan practicados por los narradores como demandados por los lectores de ficciones, con una actitud de evidente racionalidad empírica preexistente a la filosofía racionalista. Para ilustrarlo recopila muestras de 37 autores (algunos con varios cuentos), entre cuyas narraciones figuran la que Cervantes escribió de hombres lobos, la que Lope de Vega contó sobre apariciones fantasmales en una posada, y hasta tres distintas acerca del conocido asunto del caballero que asiste a su propio entierro, firmadas por Antonio de Torquemada en el siglo XVI, Cristóbal Lozano en el XVII y Bartolomé Arzáns en el XVIII. En lugar de la ordenación pedagógica, habitual en los manuales de literatura, por autores y movimientos estéticos, lo que propone como alternativa en este libro es una lectura temática, y no sólo de las obras de ficción como novelas o cuentos sino también de repertorios narrativos en general postergados, como historias y crónicas, memorias de soldados, cartas de viajeros, informes de misioneros, centones misceláneos y otros.
El análisis sobre el género fantástico lo prolongó en el estudio introductorio ("Un siglo de caballería errante") a Doncellas y Dragones (Madrid, 2017). Según allí afirma las supervivencias mitológicas grecolatinas, las supersticiones del folklore tradicional y las leyendas populares serían algunas de las fuentes que nutrieron el inmenso corpus de los libros de caballerías. Como muestra antológica de ello presenta 33 cuentos de hechiceros, gigantes, hadas, dragones y doncellas así malignos como benignas, entre los que figuran algunos que se adelantaron casi dos siglos a los vampiros en la afición a chupar sangre. Sus autores van del Garci Rodríguez de Montalvo del Amadís de Gaula, a Beatriz Bernal, la primera mujer que escribió una novela de la literatura europea.
González de Vega ha realizado también la primera edición crítica de la Relación de la vida del capitán Domingo de Toral y Valdés escrita por el mismo capitán (Madrid, 2016). En "Memorias del olvido", el ensayo con que la presenta, revisa la literatura soldadesca de la época, del conquistador Bernal Díaz del Castillo a los capitanes barrocos como Alonso del Castillo, el mismo Toral o Catalina de Erauso, la Monja Alférez. Y señala como "la historia de una frustración" que los relatos autobiográficos de aquellos aventureros no llegaran a evolucionar después a formas más modernas de novela de aventuras. El hundimiento económico y militar, pero también editorial y educativo, del Imperio de los Austrias, de ideología universalista, y su sustitución por el provincianismo borbónico, serían una de las causas, según apunta, por las que el aventurerismo sin fronteras de los soldados memorialistas acabó suplantado por el costumbrismo de figurones, que predominaría en las ficciones españolas a partir del siglo XVIII.

## Obras
- Mar brava. Historias de corsarios, piratas y negreros españoles (Barcelona, 1999), Ediciones B; (Madrid 2013), Miraguano Ediciones. ISBN 978-84-7813-410-6
- Por donde el viento nos lleve (Barcelona, 2002), Ediciones B. ISBN 978-84-663-1072-7
- La espada olvidada: antología de relatos de aventuras de los Siglos de Oro (Barcelona, 2005), Ediciones B. ISBN 978-84-666-2031-4
- Las riendas de la Fortuna. Antología de historias portuguesas de aventuras ultramarinas (Madrid 2013), Miraguano Ediciones. ISBN 978-84-7813-400-7
- El Demonio Meridiano. Cuentos fantásticos y de terror en la España del Antiguo Régimen (Madrid 2015), Miraguano Ediciones. ISBN 978-84-7813-432-8
- Doncellas y Dragones. Antología de cuentos de los libros de caballerías (Madrid, 2017), Miraguano Ediciones, ISBN 978-84-7813-457-1
- Los siete mares. Antología de relatos de naufragios, motines y abordajes de las crónicas españolas (Madrid, 2019), Miraguano Ediciones. ISBN 978-84-7813-486-1

### Otras
- Edición y estudio de la Relación de la vida del capitán Domingo de Toral y Valdés (Madrid, 2016), Miraguano Ediciones. ISBN 978-84-7813-445-8